# Freccia del Gran Sasso
La Freccia del Gran Sasso era una relazione ferroviaria delle Ferrovie dello Stato che collegava L'Aquila con Roma passando per Rieti e Terni, esistita dal 1959 al 1987; era classificata dapprima come treno direttissimo e successivamente come espresso.

## Percorso
A causa della mancanza di una linea ferroviaria diretta tra Roma e L'Aquila, la relazione si svolgeva lungo un percorso di 215 km, molto più lungo rispetto alla linea d'aria (pari ad appena 88 km) e passante per tre regioni (Lazio, Umbria e Abruzzo).
Il servizio aveva origine da Roma Termini, percorreva la linea lenta Roma-Firenze (elettrificata e a doppio binario) fino a Orte, dove effettuava fermata, consentendo l'interscambio con i treni da/per Firenze, e proseguiva sulla ferrovia Roma-Ancona (all'epoca a semplice binario elettrificato) fino a Terni, dove veniva effettuata una seconda fermata, consentendo l'interscambio con i treni da/per Perugia e Ancona. Alla ripartenza il treno doveva effettuare un'inversione di marcia per poter imboccare la ferrovia Terni-Sulmona, a semplice binario non elettrificato; lungo di essa doveva superare il ripido dislivello delle Marmore, effettuava fermata a Rieti ed Antrodoco, e infine affrontava il tratto più impegnativo (valico di Sella di Corno, con pendenze del 35 per mille e altitudine di 989 m s.l.m.) per poi arrivare a L'Aquila.

## Materiale rotabile
Il servizio era effettuato da una composizione di due automotrici del deposito di Roma San Lorenzo (una di prima e l'altra di seconda classe). Inizialmente erano utilizzate le ALn 873 o le ALn 668 serie 1400; successivamente furono utilizzate le ALn 668 delle serie più recenti (3100-3300).

## Storia
La linea ferroviaria che attraversa L'Aquila (la Terni-Sulmona) ebbe una gestazione travagliata: nata in origine con il percorso Pescara-L'Aquila-Rieti-Roma, venne invece realizzata con un percorso diverso, che rendeva difficoltoso il collegamento di Rieti e L'Aquila con la capitale di stato: il passaggio obbligato per Terni, infatti, comportava un percorso allungato di ben 70 km e la necessità di invertire la marcia del treno. I successivi tentativi di porre rimedio, tramite la costruzione delle linee Rieti-Passo Corese o L'Aquila-Carsoli, non riuscirono in nessun caso ad andare in porto.

### Precursori
Ciononostante, la necessità di collegare Rieti e L'Aquila con Roma portò ben presto alla creazione di collegamenti diretti con la capitale, sebbene passanti per Terni. Il primo risale al 1919, quando fu istituito un servizio di due carrozze, con due corse al giorno e tempo di percorrenza di 7 ore e 30; tale servizio rimase attivo fino al 1959.
Nel giugno del 1939, inoltre, venne istituita una coppia di rapidi L'Aquila-Roma e viceversa (classificati come rapido 706-705 all'andata e 708-707 al ritorno), con partenza alle 6:12 e rientro alle 23:50, che effettuava due sole fermate intermedie a Rieti e Terni, riducendo il tempo di percorrenza a 3h 30'. L'iniziativa, tuttavia, ebbe vita assai breve: fu soppressa infatti con l'orario dell'ottobre 1939.

### L'istituzione
Nel 1959 il servizio diretto di due carrozze L'Aquila-Roma, che era ancora espletato con la trazione a vapore, venne soppresso; a L'Aquila questo fatto provocò numerose proteste, che spinsero le Ferrovie dello Stato a istituire un nuovo e più moderno collegamento con Roma.
Il nuovo servizio venne istituito con l'orario entrato in vigore il 30 giugno 1959 e consisteva in un treno di andata verso Roma, alla mattina, e uno di ritorno verso L'Aquila, alla sera. Il servizio venne classificato come treno direttissimo; in realtà, secondo quanto dichiarato dal ministro dei trasporti Armando Angelini, sarebbe stata più consona la classificazione come rapido, ma venne intenzionalmente scelta la più modesta categoria di direttissimo, allo scopo di mantenere contenuto il costo del biglietto e di non svantaggiare ulteriormente il treno rispetto alle autolinee concorrenti (che, dovendo percorrere meno chilometri, potevano praticare un prezzo più basso). Come era d'uso all'epoca per le relazioni ferroviarie prestigiose, il servizio fu battezzato con un nome: in questo caso freccia del Gran Sasso, che evoca l'omonima montagna (vetta più alta degli Appennini continentali, posta alle spalle della città dell'Aquila).
I treni erano effettuati da automotrici diesel ALn 873 o ALn 668 del deposito di Roma San Lorenzo, con due unità accoppiate (una delle quali riservata alla prima classe, l'altra alla seconda). Il treno di andata (AT412-AT289) partiva dall'Aquila alle 7:10 e arrivava a Roma Termini alle 10:43, mentre quello di ritorno (AT288-AT427) partiva da Roma Termini alle 18:05 e arrivava all'Aquila alle 21:48, riuscendo a compiere il percorso L'Aquila-Roma in poco più di tre ore e mezza e quello Rieti-Roma in circa due ore; si trattava dello stesso tempo impiegato all'epoca dall'autolinea, nonostante il percorso molto più lungo rispetto a quest'ultima (215 km contro i 145 della strada). Entrambi i treni effettuavano tre fermate intermedie: Antrodoco B.V., Rieti e Terni, mentre quello di andata mattutino fermava anche ad Antrodoco Centro. Il costo del biglietto ammontava a 1420 lire, quasi il doppio rispetto alle 750 lire richieste dall'autolinea.

### Evoluzione e soppressione
Quasi immediatamente (con l'orario dell'ottobre del 1959) venne aggiunta una quarta fermata intermedia a Orte.
Nelle olimpiadi di Roma del 1960 la freccia del Gran Sasso rivestì il ruolo di collegamento ufficiale tra la sede centrale delle olimpiadi e una delle strutture decentrate, lo stadio comunale dell'Aquila, nel quale si svolsero alcune delle gare.
Negli anni seguenti l'orario del treno di ritorno venne progressivamente spostato in avanti, cosa che permetteva una permanenza più lunga a Roma, ma consentiva di rincasare solo a tarda notte: nel 1961 l'arrivo all'Aquila fu posticipato di oltre un'ora (alle 22:52), nel 1962 di un'ulteriore mezz'ora (alle 23:20), nel 1964 di un'altra decina di minuti (alle 23:32) finché nel 1967 fu posticipato di altri venti minuti e da lì in poi si stabilizzò sull'orario delle 23:49, con partenza da Roma alle 20:20. Specularmente, il treno di andata fu leggermente anticipato: nel 1960 l'arrivo a Roma fu anticipato di una ventina di minuti (alle 10:25), nel 1965 di otto minuti (alle 10:17), nel 1967 di cinque minuti (alle 10:12), finché nel 1969 fu anticipato di altri otto minuti e da lì in poi si stabilizzò sull'orario delle 10:04, con partenza dall'Aquila alle 6:40. Secondo quanto dichiarato nel 1969 dal ministro ai trasporti Remo Gaspari, lo spostamento fu effettuato in accordo con gli enti locali aquilani per consentire agli utenti una più lunga permanenza a Roma, e per consentire la coincidenza tra il rapido 475 proveniente da Ancona e la freccia del Gran Sasso diretta a L'Aquila, esigenza che era stata prospettata nel 1966 dalla camera di commercio di Roma; riportare il treno all'orario precedente risultava ormai impossibile per via del grande volume di traffico presente sulla linea Roma-Orte-Terni.
Nel 1970 il già grande svantaggio del treno rispetto all'autobus aumentò ulteriormente, e in modo considerevole, con l'inaugurazione dell'autostrada A24 Roma-L'Aquila, che abbreviò il percorso stradale da 145 a 108 km e lo rese molto più veloce. Questo avvenimento segnò inevitabilmente l'inizio del declino per la freccia del Gran Sasso.
La presenza della nuova arteria, infatti, portò alla nascita di un gran numero di autolinee sulla relazione L'Aquila-Roma, che si ponevano in diretta competizione con la freccia del Gran Sasso, e riuscivano a coprire il percorso in tempi nettamente minori rispetto a quest'ultima. Le stesse Ferrovie dello Stato, per mezzo dell'Istituto Nazionale dei Trasporti (INT) da loro controllato, già dal maggio del 1971 istituirono un "autoservizio sostitutivo" L'Aquila-Roma via autostrada; l'autolinea prevedeva tre corse al giorno in ciascuna direzione, con tempo di percorrenza di 1h 50' (quasi la metà rispetto al treno) e costo del biglietto pari a 1450 lire. Oltre ad esso, fu istituito dall'INT anche un "autoservizio integrativo" L'Aquila-Avezzano (composto da cinque coppie giornaliere e anch'esso via autostrada), in coincidenza con i treni della ferrovia Avezzano-Roma; anche questa soluzione spesso risultava più veloce rispetto alla freccia del Gran Sasso.
Nel 1974, alla soppressione della categoria dei direttissimi, il servizio venne riclassificato come treno espresso.
Avendo perso il ruolo di collegamento più rapido tra L'Aquila e Roma, il servizio subì un netto calo dell'utenza: rimaneva prevalentemente per servire Rieti (che non beneficiava di autostrade), mentre erano rimasti pochi o nulli i passeggeri provenienti dall'Aquila. Conseguentemente, sia su spinta degli enti locali, sia per tentare di raccogliere un numero maggiore di passeggeri (che potessero giustificare il costo del servizio), le Ferrovie dello Stato cercarono di ripensare la relazione, orientandola più al servizio delle località intermedie (non servite dall'A24) che a un rapido raggiungimento della destinazione.
Così, a partire dalla metà degli anni Settanta, vennero aggiunte un gran numero di nuove fermate intermedie (principalmente nel tratto tra Rieti e L'Aquila), che snaturarono la sua essenza di servizio "espresso". Al treno di andata furono aggiunte le fermate di Vigliano (1973), Sassa, Sella di Corno e Rocca di Corno (maggio 1974), Cittaducale (settembre 1974), Rocca di Fondi (1975), Marmore (1976) e Castel Sant'Angelo (1983). Al treno di ritorno furono aggiunte le fermate di Antrodoco Centro (1975), Marmore e Cittaducale (1978), Rocca di Fondi (1982) e Castel Sant'Angelo (1983). Pertanto nel 1983 si arrivò a ben 13 fermate intermedie nel treno di andata e 9 nel treno di ritorno.
Nonostante l'apertura al traffico della linea Direttissima fra Roma e Orte (1977), la freccia del Gran Sasso non ebbe alcun miglioramento dei tempi di percorrenza, che anzi continuarono ad aumentare per via dell'aggiunta delle fermate intermedie provocando un ulteriore calo dell'utenza.
A causa della scarsa frequentazione del servizio, il 20 maggio 1987 la freccia del Gran Sasso fu soppressa, in corrispondenza dell'entrata in vigore dell'orario estivo. Da quel momento non è più stato presente alcun tipo di collegamento ferroviario diretto tra L'Aquila e Roma.

### Il parziale ripristino

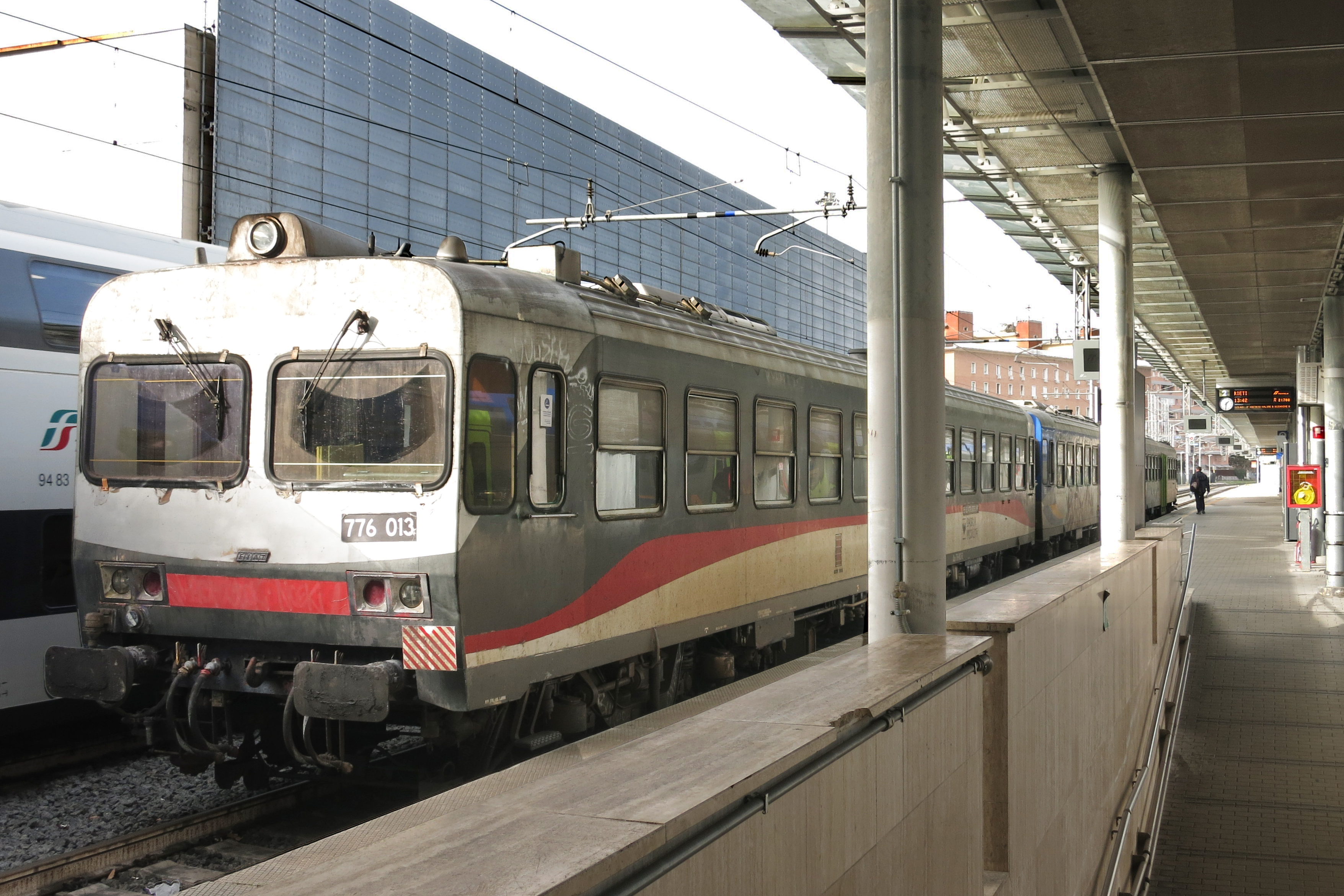
Regionale Roma-Rieti via Terni effettuato da ALn 776

Nel 2006 associazioni e comitati contrari alla costruzione della ferrovia Rieti-Roma auspicarono il ripristino della freccia del Gran Sasso, per collegare le due città evitando la spesa e l'impatto ambientale della nuova linea. La proposta fu appoggiata dalla giunta Marrazzo e nel 2008 fu istituito un primo treno diretto Rieti-Roma via Terni. Nel 2015 venne istituito un treno di ritorno Roma-Rieti, e nel 2018 una seconda coppia di treni.
A differenza della freccia del Gran Sasso, questi servizi sono instradati sulla direttissima Orte-Roma anziché sulla linea lenta, e sono effettuati dalle più veloci ALn 776 di FCU, che la percorrono alla velocità di 150 km/h. Ciononostante, il tempo di percorrenza è solo lievemente migliore rispetto al vecchio servizio (oscilla tra 1h 40' e 1h 58'); inoltre il capolinea è Roma Tiburtina e non Roma Termini. A causa degli orari inadatti e del basso numero di corse (imposti dalla saturazione della Direttissima), il servizio rimane scarsamente utilizzato.
Ad ogni modo, nel 2018, la giunta Zingaretti ha annunciato l'acquisto di tre treni bimodali, a doppia alimentazione diesel-elettrica, per svolgere il servizio. Inoltre, nel 2017 sono stati inseriti nel contratto di programma Governo-RFI gli interventi di elettrificazione e velocizzazione della ferrovia Terni-Sulmona, allo scopo di istituire collegamenti diretti L'Aquila-Roma via Terni.